# Gucci Time
«Gucci Time» — головний сингл американського репера Gucci Mane з його сьомого студійного альбому The State vs. Radric Davis. Прем'єра відбулась 6 серпня 2010 на MySpace-сторінці виконавця. Як семпл використано «Phantom Pt. II» французького електронного дуету Justice.

## Відеокліп
Кліпу з'явився на MySpace 4 вересня. Режисер: Кріс Робінсон. Gucci Mane і Swizz Beatz читають реп у різних локаціях Лос-Анджелеса, на вулицях, на тлі силуету міста, у клубі.

## Чартові позиції
| Чарт (2010)              | Найвища позиція |
| ------------------------ | --------------- |
| US Hot R&B/Hip-Hop Songs | 23              |
| US Rap Songs             | 12              |